# George W. Snyder
George W. Snyder (1780-1841) foi um relojoeiro e inventor . George inventou o Molinete de pesca na década de 1820.